# Messier 39
Messier 39 (auch als NGC 7092 bezeichnet) ist ein +4,6 mag heller, 80 Sterne umfassender offener Sternhaufen mit einer Winkelausdehnung von 32' im Sternbild Schwan. Er befindet sich in rund 1000 Lichtjahren Entfernung, sein Durchmesser beträgt etwa neun Lichtjahre.
Er gehört zur mittleren Altersgruppe (Schätzungen liegen zwischen 230 und 300 Millionen Jahre), was sich anhand der Spektraltypen der hellsten Haufensterne von A2 bis B9 ablesen lässt. Diese Sterne haben etwa die doppelte Masse der Sonne und sind bis zu 80-mal leuchtkräftiger. Dadurch verbrauchen sie ihren Wasserstoff wesentlich schneller. Mit Computersimulationen lässt sich so auf das Haufenalter schließen.

## Beobachtung

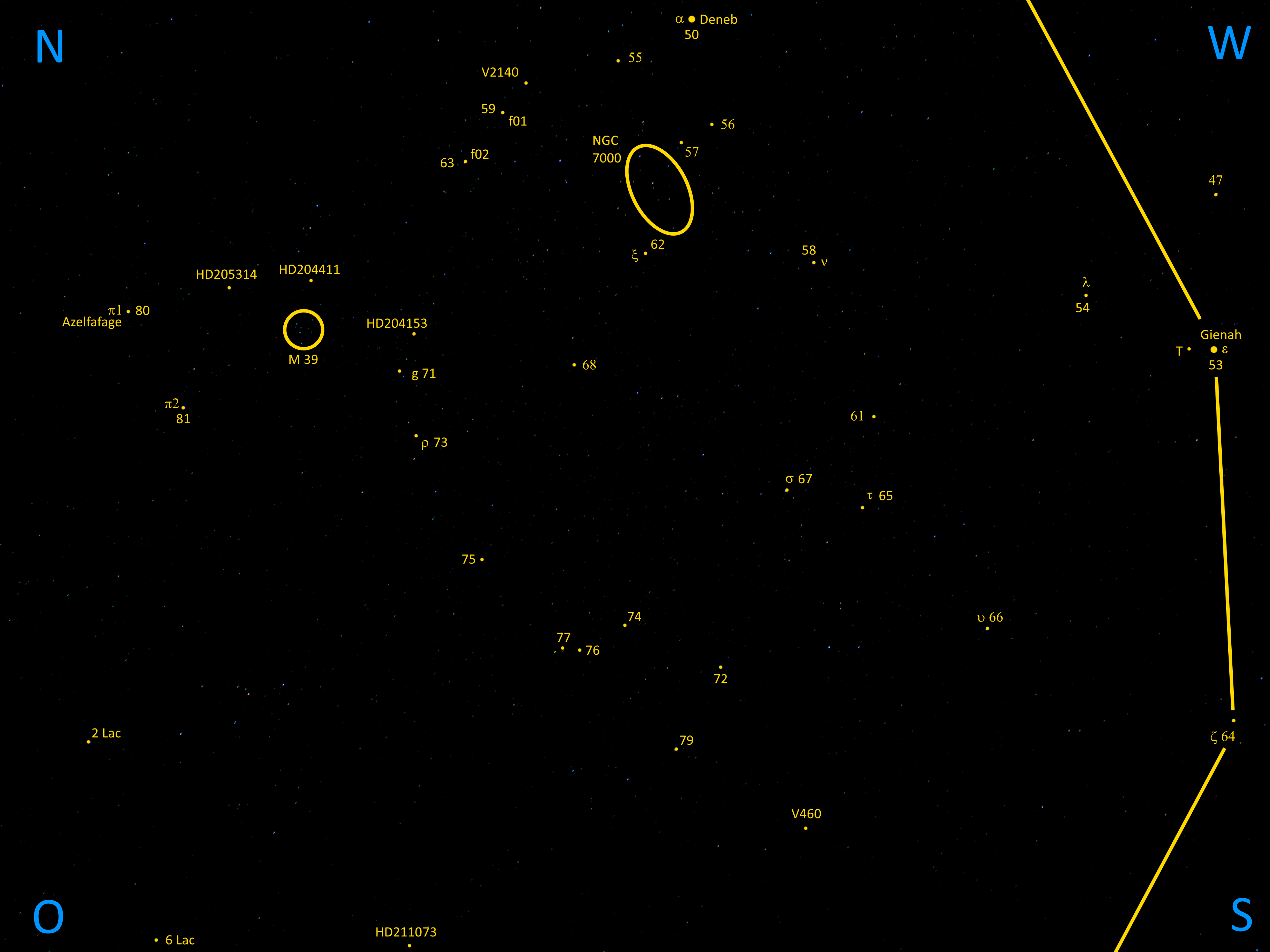
Lage des Sternhaufen Messier 39 östlich vom hellsten Stern des Sternbilds Schwan Deneb mit Kennzeichnung der hellsten Sterne in der Umgebung.
(Animation der Aufnahme)
(Aufnahme ohne Kennzeichnung)

M39 kann wegen seiner erheblichen Größe von 32 Bogenminuten schon mit kleinen Teleskopen oder einem Fernglas beobachtet werden. Unter guten bis sehr guten Bedingungen ist er sogar freiäugig sichtbar. Im Fernrohr erscheint er annähernd als Dreieck mit einem hellen Stern an jeder Ecke, dessen südliche Seite von Osten nach Westen ausgerichtet ist.